# Бойченко Павло Федорович
Павло Федорович (Флегонтович) Бойченко (? — 1919?) — член Української Центральної Ради від національних меншин (росіянин), член Центрального виконавчого комітету рад УНР (1918).

## Політична діяльність
Член ПЛСР. У 1917 році був одним з редакторів Українського обласного, Київського губернського та міського комітету партії соціалістів-революціонерів. У квітні 1917 року обраний членом Української Центральної Ради від національних меншин (росіянин).
У жовтні 1917 року перебрався до Воронезької губернії, де був серед авторів щоденної воронезької газети соціалістів-революціонерів «Голос праці» та був обраний до Новохоперського повітового земства. Наприкінці 1917 року повернувся в Україну. 17-19 березня 1918 року брав участь у ІІ Всеукраїнському з'їзді Рад як член президії; обраний до ЦВК рад УНР, який представляв на II з'їзді Партії лівих соціалістів-революціонерів.
Після наступу німецьких військ весною 1918 року знову перебував у Воронезькій губернії, де активно друкувався в органі об'єднаного Воронезького губернського комітету лівих с.-р. та українських лівих с.-р. «Прапор трудової боротьби» під псевдонімом «Пётр Боевой».
Можливо, входив до складу Тимчасового ЦК УПЛСР вже влітку 1918 року Восени 1918 року також перебував у Воронежі, де, за свідченням Я. Базарного, тоді розташовувалося Бюро ЦК УПЛСР. У другій половині жовтня 1918 року відправлений у складі лівоесерівської делегації на підпільну роботу в Україну. 18 жовтня зазнав нападу в прикордонному пункті Палатівка.
У першій половині 1919 року знову перебував в Україні, входив до редколегії газети «Революционная борьба» (від 3 по 13 квітня вийшло дев'ять чисел газети, № 1-9) — органу Київського комітету Партії лівих соціалістів-революціонерів. 
Брав участь у першій легальній конференції київських лівих с.-р. 10–12 лютого 1919 року. Виступав на мітингу 20 лютого на тему «Соціальна революція та Радянська влада», який Київський міськком УПЛСР проводив на Подолі для робітників; 23 лютого на мітингу в театрі «Колізей» на тему «Міжнародна революція та Радянська Україна» та ін. На ІІ з'їзді УПЛСР належав до більшості ЦК, що розмежувався з майбутніми борьбистами. Надалі входив до складу редакції органу Київського комітету УПЛСР (інтернаціоналістів) «Революційна Боротьба» та був обраний головою нового міського комітету.
Очевидно, в 1919 році заарештований денікінцями у Харкові та при відступі білих узятий на піший етап у напрямку Ростова-на-Дону. Подальша доля невідома.